# 斎藤弥三郎
斎藤 弥三郎（さいとう やさぶろう）は戦国時代の武将。上野国吾妻郡の国衆。岩下城主。諱は憲実、憲次などとされる。斎藤憲広の甥にあたる。

## 生涯
弥三郎は戦国期に吾妻郡に勢力を張った吾妻斎藤氏の一族で、岩下城を本拠とする岩下斎藤氏の当主。
吾妻斎藤氏は岩下斎藤氏と嶽山城を本拠とする嶽山斎藤氏の二派に分かれていたが、永禄3年（1560年）に長尾景虎（上杉謙信）による関東侵攻で岩下斎藤氏が攻められ、嶽山斎藤氏の斎藤憲広が代わりに台頭してきたという。翌4年（1561年）末から武田氏による西上野侵攻が開始されると、憲広ら吾妻郡の国衆は武田氏に従属した。
同6年（1563年）に憲広が武田氏から離反すると、弥三郎はこれに同調せず海野幸光・輝幸兄弟と共に武田氏に帰参した。『加沢記』にはこの際に弥三郎が憲広の籠城する岩櫃城を乗っ取ったとしているが、当時岩櫃城が存在するかどうかを焦点としてこの内容の信憑性には諸説ある。
その後は岩下城を本拠とする国衆として武田氏に従属していたが、同8年（1565年）2月までに武田氏から離反し、憲広の子・城虎丸が籠る嶽山城に籠城した。嶽山城は同年11月に真田幸綱によって攻略され、弥三郎・城虎丸らは没落した。